# Zorzines repurgatus
Zorzines repurgatus là một loài bướm đêm trong họ Noctuidae.